# Robinsonův ostrov
Robinsonův ostrov je česká verze mezinárodní reality show s licencí Survivor pocházející ze švédského televizního seriálu Expedition Robinson vytvořeného Charlie Parsonsem, který měl premiéru v roce 1997, z tohoto důvodu se v některých věcech odlišuje od americké verze. Show byla připravována podle zahraniční licence společnosti Castaway Television Productions. Premiéru měla 16. ledna 2017 na TV Nova. Moderátorem byl sportovní komentátor Ondřej Novotný.
Principem této show je vysazení skupiny lidí, kteří se ve většině sérií navzájem neznají, na izolovaném ostrově nebo vnitrozemí. Soutěžící si zde sami musí obstarat jídlo, vodu, oheň a přístřeší. Soutěžící soupeří v soutěžích o odměny a imunitu, která je chrání před vyřazením. Soutěžící jsou postupně vyřazováni ze hry na kmenových radách v tajné volbě jejich soukmenovci nebo eliminačními soutěžemi. Tento cyklus se opakuje do chvíle, než zbude jen jeden, tomu je udělen titul "český Robinson" a finanční výhra ve výši 2 500 000 Kč. Po úspěchu první řady se v létě 2017 natáčela 2. řada, vysílaná na jaře 2018, rok po první sérii. Třetí série byla připravována ovšem po castingových kolech zrušena. V roce 2021 se TV Nova dohodla s TV Markíza a společně pro rok 2022 a 2023 připravili mezinárodní verzi Survivor Česko & Slovensko.

## Pravidla a formát
Osmnáct až dvacet soutěžících je rozděleno do dvou kmenů a mají své vlastní barvy, vlajku a znak. Trosečníci jsou nuceni přežívat v divočině bez jakýchkoli moderních vymožeností po dobu 32 nebo 44 dnů. V průběhu soutěže se konají náročné souboje o odměny, například o jídlo nebo vybavení pro snadnější přežití, nebo o imunitu. Kmen, který prohraje souboj o imunitu, musí navštívit kmenovou radu, kde ze svého středu vybere jednoho a ten musí hru opustit.
Jakmile zbývá menší počet hráčů, asi v polovině hry, jsou kmeny sloučeny v jeden a soutěžící musí soutěžit každý sám za sebe. Individuální imunita nyní chrání pouze jednotlivce. Jednotlivci vyloučeni na kmenových radách jdou na ostrov vykoupení, kde mezi sebou soupeří v duelu o návrat do hry. Když prohrají tak opustí hru i ostrov, jdou do hotelu a vrátí se do hry jako člen poroty. Porota se v první sérii účastnila pouze závěrečné kmenové rady, ve druhé sérii všech následných kmenových rad a sbírá cenné informace k nejdůležitějšímu rozhodnutí: na závěrečné radě, kdy ve hře jsou jen dva nebo tři trosečníci, zvolí vítěze.

## Řady
| No. | No. | Informace o hře    | Informace o hře | Informace o hře | Informace o hře | Informace o hře | Informace o hře                                                 | Výsledky      | Výsledky                        | Výsledky  | Moderátor      |
| --- | --- | ------------------ | --------------- | --------------- | --------------- | --------------- | --------------------------------------------------------------- | ------------- | ------------------------------- | --------- | -------------- |
| No. | No. | Lokace             | Premiéra v TV   | Finále v TV     | Dny             | Hráči           | Původní kmeny                                                   | Vítěz         | Druhý                           | Hlasování | Moderátor      |
|     | 1   | Caramoan, Filipíny | 16. ledna 2017  | 3. května 2017  | 44              | 18              | Dva kmeny po devíti lidech                                      | Marek Orlík   | Jakub Čejpa                     | 6-3       | Ondřej Novotný |
|     | 2   | Caramoan, Filipíny | 5. února 2018   | 30. května 2018 | 32              | 19              | Dva kmeny po desíti a devíti lidech, rozdělených na muže a ženy | Martin Složil | Terry Dušková, Martina Fialková | 5–3–2     | Ondřej Novotný |

## Sledovanost
| Řada | Timeslot                     | Premiéra       | Premiéra                       | Finále          | Finále                         | Průměrná sledovanost (v milionech; 15+) |
| Řada | Timeslot                     | Datum          | Sledovanost (v milionech; 15+) | Datum           | Sledovanost (v milionech; 15+) | Průměrná sledovanost (v milionech; 15+) |
| ---- | ---------------------------- | -------------- | ------------------------------ | --------------- | ------------------------------ | --------------------------------------- |
| 1    | pondělí, 21:15 středa, 21:30 | 16. ledna 2017 | 0,740                          | 3. května 2017  | 0,678                          | 0,612                                   |
| 2    | pondělí, 21:20 středa, 21:35 | 5. února 2018  | 0,622                          | 30. května 2018 | 0,775                          | 0,581                                   |